# Gonzalo Camargo
Gonzalo Daniel Camargo Pinto (Artigas, 16 febbraio 1991) è un ex calciatore uruguaiano, di ruolo difensore.

## Carriera
Ha giocato nella prima divisione uruguaiana.

## Statistiche

### Presenze e reti nei club
Statistiche aggiornate al 7 settembre 2021.
| Stagione           | Squadra            | Campionato         | Campionato | Campionato | Coppe nazionali | Coppe nazionali | Coppe nazionali | Coppe continentali | Coppe continentali | Coppe continentali | Altre coppe | Altre coppe | Altre coppe | Totale | Totale |
| Stagione           | Squadra            | Comp               | Pres       | Reti       | Comp            | Pres            | Reti            | Comp               | Pres               | Reti               | Comp        | Pres        | Reti        | Pres   | Reti   |
| ------------------ | ------------------ | ------------------ | ---------- | ---------- | --------------- | --------------- | --------------- | ------------------ | ------------------ | ------------------ | ----------- | ----------- | ----------- | ------ | ------ |
| 2012-2013          | Juventud           | PD                 | 12         | 1          |                 | -               | -               |                    | -                  | -                  |             | -           | -           | 12     | 1      |
| 2013-2014          | Rentistas          | PD                 | 6          | 0          |                 | -               | -               |                    | -                  | -                  |             | -           | -           | 6      | 0      |
| 2014-mar. 2015     | Rampla Juniors     | PD                 | 0          | 0          |                 | -               | -               |                    | -                  | -                  |             | -           | -           | 0      | 0      |
| mar.-giu. 2015     | Cerrito            | SD                 | 5          | 0          |                 | -               | -               |                    | -                  | -                  |             | -           | -           | 5      | 0      |
| 2015-2016          | Boston River       | SD                 | 20         | 0          |                 | -               | -               |                    | -                  | -                  |             | -           | -           | 20     | 0      |
| 2016               | Sud América        | PD                 | 12         | 1          |                 | -               | -               |                    | -                  | -                  |             | -           | -           | 12     | 1      |
| 2017               | Sud América        | PD                 | 36         | 1          |                 | -               | -               |                    | -                  | -                  |             | -           | -           | 36     | 1      |
| Totale Sud América | Totale Sud América | Totale Sud América | 48         | 2          |                 | -               | -               |                    | -                  | -                  |             | -           | -           | 48     | 2      |
| 2018               | Danubio            | PD                 | 29         | 0          |                 | -               | -               | CS                 | 2                  | 0                  |             | -           | -           | 31     | 0      |
| 2019               | Racing Montevideo  | PD                 | 3          | 0          |                 | -               | -               |                    | -                  | -                  |             | -           | -           | 3      | 0      |
| 2019-2020          | Venados            | AMX                | 16         | 1          | CM              | 5               | 1               |                    | -                  | -                  |             | -           | -           | 21     | 2      |
| 2020               | Atenas             | SD                 | 14         | 1          |                 | -               | -               |                    | -                  | -                  |             | -           | -           | 14     | 1      |
| 2021               | Plaza Colonia      | PD                 | 15         | 1          |                 | -               | -               |                    | -                  | -                  |             | -           | -           | 15     | 1      |
| Totale carriera    | Totale carriera    | Totale carriera    | 168        | 6          |                 | 5               | 1               |                    | 2                  | 0                  |             | -           | -           | 175    | 7      |

## Palmarès

### Club

#### Competizioni nazionali
- Copa Uruguay: 1

Defensor Sporting: 2022